# الحال (فلم)
الحال هو فيلم وثائقي مغربي صدر سنة 1982، من كتابة وإخراج أحمد المعنوني. يعتبر من أول الأفلام التي تطرقت للسينما في شقها الموسيقي والوثائقي، وذلك بمتابعة أحداث الفيلم لأنشطة مجموعة ناس الغيوان من داخل بيئتها الأصلية بالحي المحمدي في مدينة الدار البيضاء، من سبعينيات القرن الماضي.
الفيلم قربنا من سهرات المجموعة التي كانت تحظى باهتمام جماهيري كبير، بحكم تمثيل المجموعة للفئات البسيطة من المجتمع بكلمات من عمق الواقع المغربي المعاش آنذاك.

## جوائز الفيلم
يعتبر الفيلم في وقتنا الحاضر بمثابة «وثيقة سينمائية تاريخية» تطرق فيها الوثائقي إلى حياة وبيئة «ناس الإيوان» في ارتباطها بمنطقة الحي المحمدي بالدار البيضاء، في أوج ازدهارها الفني والثقافي من سنوات سبعينيات وثمانينيات القرن الماضي.
تحول هذا العمل الفني من المحلية إلى العالمية، نظرا للبعد التراثي للفيلم، حيث أبان المخرج أحمد المعنوني عن موهبة في توظيفه الفني للتراث الثقافي والشعبي والموسيقي والغنائي للمغرب. وقد حصل على الجائزة الأولى لـ ESEC سنة 1982، كما تم اختيار الفيلم الذي يدون لبيئة المجموعة في المسابقة الرسمية لمهرجان لندن، ومهرجان نيويورك. كما تم اختيار الفلم ليعرض ضمن فقرة «كان كلاسيك» في مهرجان كان العالمي سنة 2007.
اختير هذا الوثائقي كأول فيلم يتم تقديمه من طرف المخرج السينمائي العالمي مارتن سكورسيزي ليعرض في افتتاح تدشين «المنظمة العالمية للسينما».
وقد تمكن من حصد أزيد من 20 جائزة في جميع أدواره التنافسية.